# Братки Ньютоны
«Братки Ньютоны» (англ. The Newton Boys) — американский комедийно-драматический фильм 1998 года режиссёра Ричарда Линклейтера. Сценарий основан на книге The Newton Boys: Portrait of an Outlaw Gang, написанной Клодом Станушом и Дэвидом Миддлтоном при участии Уиллиса и Джо Ньютонов про реальную историю банды Ньютонов, семьи грабителей банков из Ювалде (Техас). В фильме снимаются Мэтью Макконахи, который на самом деле родился в Ювалде, Скит Ульрих, Итан Хоук, Винсент Д’Онофрио и Дуайт Йокам. Съёмки шли по всему Техасу, включая города Бертрам, Остин, Бартлетт, Нью-Браунфелс и Сан-Антонио. Премьера фильма состоялась 27 марта 1998 года.

## Сюжет
Судебная ошибка приводит Уиллиса Ньютона в тюрьму и он быстро понимает, что для осуждённого единственный путь вверх по социальной лестнице — это иметь деньги. Вместе с двумя другими бывшими заключёнными, Слимом и Гласскоком, он совершает ограбление банка средь бела дня. Слима ловят, когда они втроем пытаются сбежать верхом, в то время как шериф преследует их на машине. Уиллис и Гласскок позже находят директора банка, который покупает украденные военные облигации и продает им информацию о других банках. Отныне Уиллис и Гласскок грабят банки. Гласскок оказывается экспертом по нитроглицерину. Уиллис уговаривает своих братьев поддержать его. Он говорит им, что банкиры — худшие мошенники из всех, и поэтому лишение их денег будет означать только то, что маленькие воришки крадут у больших воров. Он также говорит, что все банки в любом случае застрахованы, и страховые компании должны быть благодарны, потому что они не смогли бы продать какую-либо страховку, если бы не было ограблений банков.
Банда Ньютона очень плодовита, в то же время некоторые банкиры оказываются мошенниками и преувеличивают свои убытки. Страховые компании заставляют банки вкладывать дополнительные средства в усовершенствованные сейфы, которые выдерживают нитроглицерин. После этого банда Ньютона отправляется в Торонто и устраивает засаду на транспорт с наличными средь бела дня. Несмотря на тщательно продуманный план, многое идёт наперекосяк и членам банды едва удаётся сбежать. Уиллис решает «легализоваться» и стать бизнесмегном, но купленная им нефтяная скважина приносит одни лишь убытки. В своём отчаянии он заходит так далеко, что говорит своей жене, что Бог не хотел, чтобы он жил по закону. После этого Уиллис легко соглашается принять участие в новом преступном предприятии. Он с большим энтузиазмом относится к ночному ограблению поезда. Гласскок запаниковав, перепутал Дока Ньютона с охранником и выстрелил в него. Уиллису пришлось отвезти своего раненого брата к врачу, который и выдал их полиции.

## Актёрский состав
- Мэтью Макконахи в роли Уиллиса Ньютона
- Скит Ульрих в роли Джо Ньютона
- Итан Хоук в роли Джесс Ньютон
- Винсент Д’Онофрио в роли Уайли «Док» Ньютон
- Дуайт Йокам в роли Брентвуд 'Брент Гласс' Гласскок
- Хлоя Уэбб в роли Авис Гласскок
- Гейл Кронауэр в роли Ма Ньютон
- Джулианна Маргулис в роли Луизы Браун
- Энн Стедман в роли Мэдлин
- Лью Темпл в роли официанта
- Чарльз Ганнинг в роли «Слима»
- Кен Фармер в роли рейнджера Фрэнка Хеймера
- Дэвид Дженсен в роли Уильяма Фахи
- Бо Хопкинс в роли К. П. Олдрича

## Приём
Фильм получил смешанные отзывы критиков, с рейтингом 64 % на Rotten Tomatoes, основанном на 39 отзывах. Консенсус сайта гласит: «„Братки Ньютона“ используют четкий актёрский состав и захватывающие детали периода, чтобы помочь компенсировать разочарования в истории, в которой удивительно мало драматического напряжения». Metacritic дал фильму 57 баллов на основе 20 отзывов, указав «смешанные или средние отзывы».
Известный американский кинокритик Джо Моргенштерн положительно отозвался в своей рецензии в The Wall Street Journal.